# Xinampa
La xinampa, nom provinent del náhuatl chinamitl (reixa de canyes) i pan (per sobre), és un mètode mesoamericà antic d'agricultura i expansió territorial que, a través d'una mena de rais coberts amb terra, van servir per cultivar flors, verdures i fruites, així com per ampliar el territori a la superfície de llacs i llacunes de la Vall de Mèxic; fent de Mèxic-Tenotxtitlan una ciutat flotant. S'utilitzaven per a l'agricultura i per guanyar terreny a les aigües lacustres.
Es tracta d'un rai fet amb una estructura de troncs i vares, a vegades de considerables dimensions, sobre el qual es diposita terra vegetal degudament seleccionada amb matèries biodegradables com pastura, fullaraca, peles de diferents fruites i vegetals, etc. A la xinampa s'hi sembraven ahuejotes (salix bonplandiana, un arbre de la família de les salicàcies) per tal que les seves arrels creixessin des de l'aigua fins a la terra ferma en la ribera de llacunes i rierols. Després que el cabal augmentava, hi conreaven diferents cultius per ser collits més tard.
Aquesta tècnica s'inicià en temps de la cultura teotihuacana, encara que el seu màxim desenvolupament es va aconseguir al segle xvi. Cap a 1519, les xinampes ocupaven gairebé tot el llac Xochimilco, i la seva combinació amb altres tècniques, com la irrigació per canals i la construcció de terrasses, va permetre sustentar una població molt densa.

## Antecedents històrics

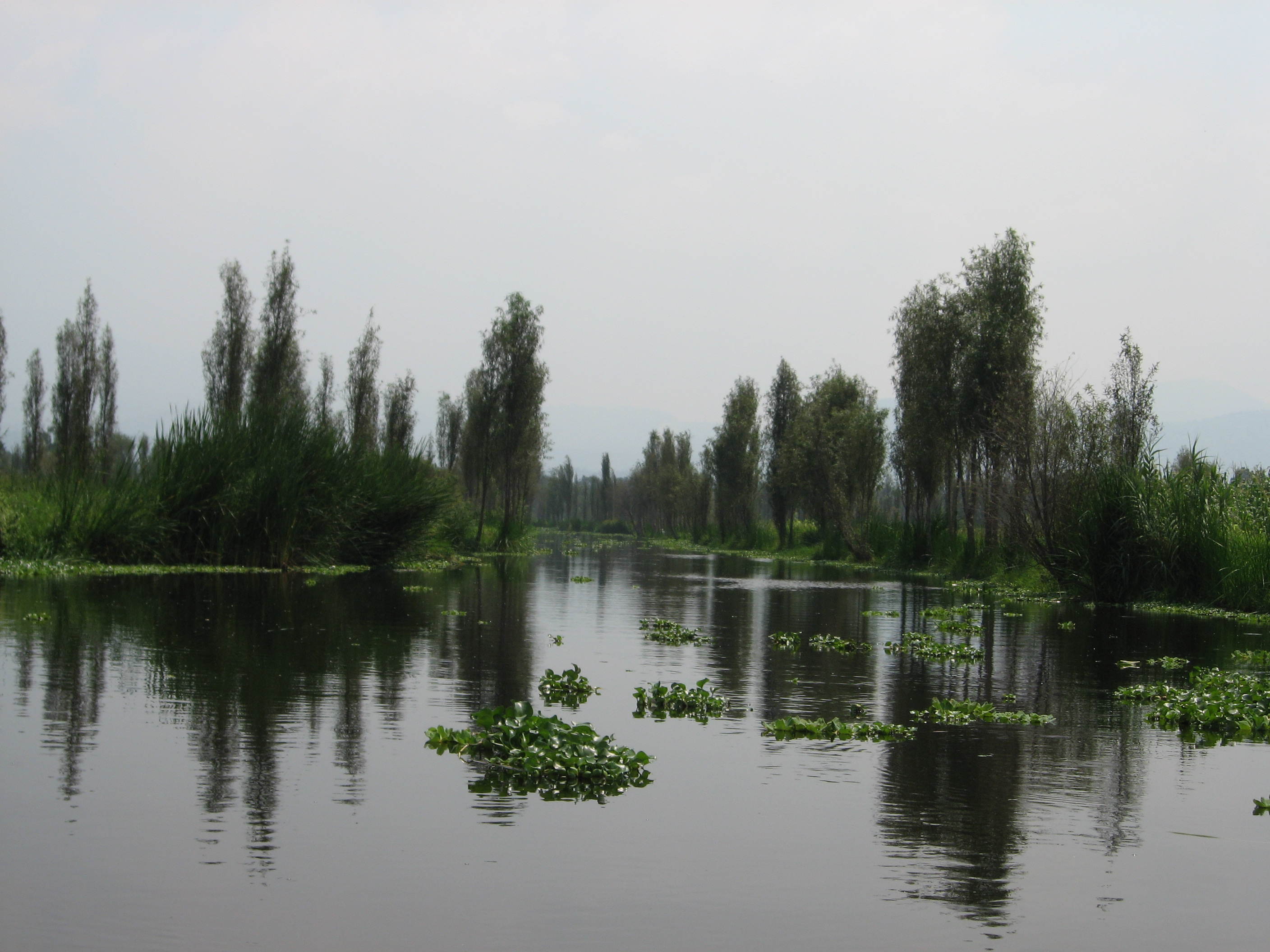
Vista de la zona xinampera de Xochimilco.

El desenvolupament del sistema de xinampes va ser possible gràcies a les característiques especials del llac de Texcoco, el qual en ser poc profund i cenagós va proporcionar el mitjà ideal per a la seva pràctica.

### Tècniques agrícoles
A inicis del Formatiu Tardà (entre el 800 aC i l'1 dC) es va fer necessari introduir formes intensives de producció d'aliments, especialment relacionades amb l'agricultura. D'aquesta manera, els agricultors van aprofitar els marges dels pantans i de les concentracions d'aigua formades durant l'estació humida per obtenir sòls més ben irrigats i més rics, arribant a aconseguir fins a tres collites anuals. També van cultivar jardins al voltant de les seves cases, on van plantar altres plantes que requerien més cura per diversificar, així, la seva dieta. A la mateixa regió i a les muntanyes entorn de El Caracol (a l'antiga conca del llac de Texcoco) es van ser modificar molts turons amb la finalitat de contenir terrasses agrícoles per augmentar la producció, alhora que en frenaven l'erosió.
Tot i així, el caràcter veritablement intensiu de l'agricultura va venir de la mà dels drenatges i de les modificacions realitzades al voltant de les zones aquàtiques, donant lloc a un sistema que s'ha anomenat de camps aixecats, de gran similitud a les xinampas del centre de Mèxic.
Aquests camps consisteixen en concentracions artificials de terra limitades per canals d'aigua i situades a marges de rius i pantans. Amb aquest sistema, s'assegura una quantitat suficient de terra fèrtil i ben irrigada, de manera que no és necessari el guaret en el treball dels camps, aconseguint una producció abundant per alimentar els ocupants dels grans nuclis urbans. Aquest sistema intensiu d'agricultura va ser adoptat, entre d'altres, a Belize, a la regió de Rio Bec, als marges del Candelaria.

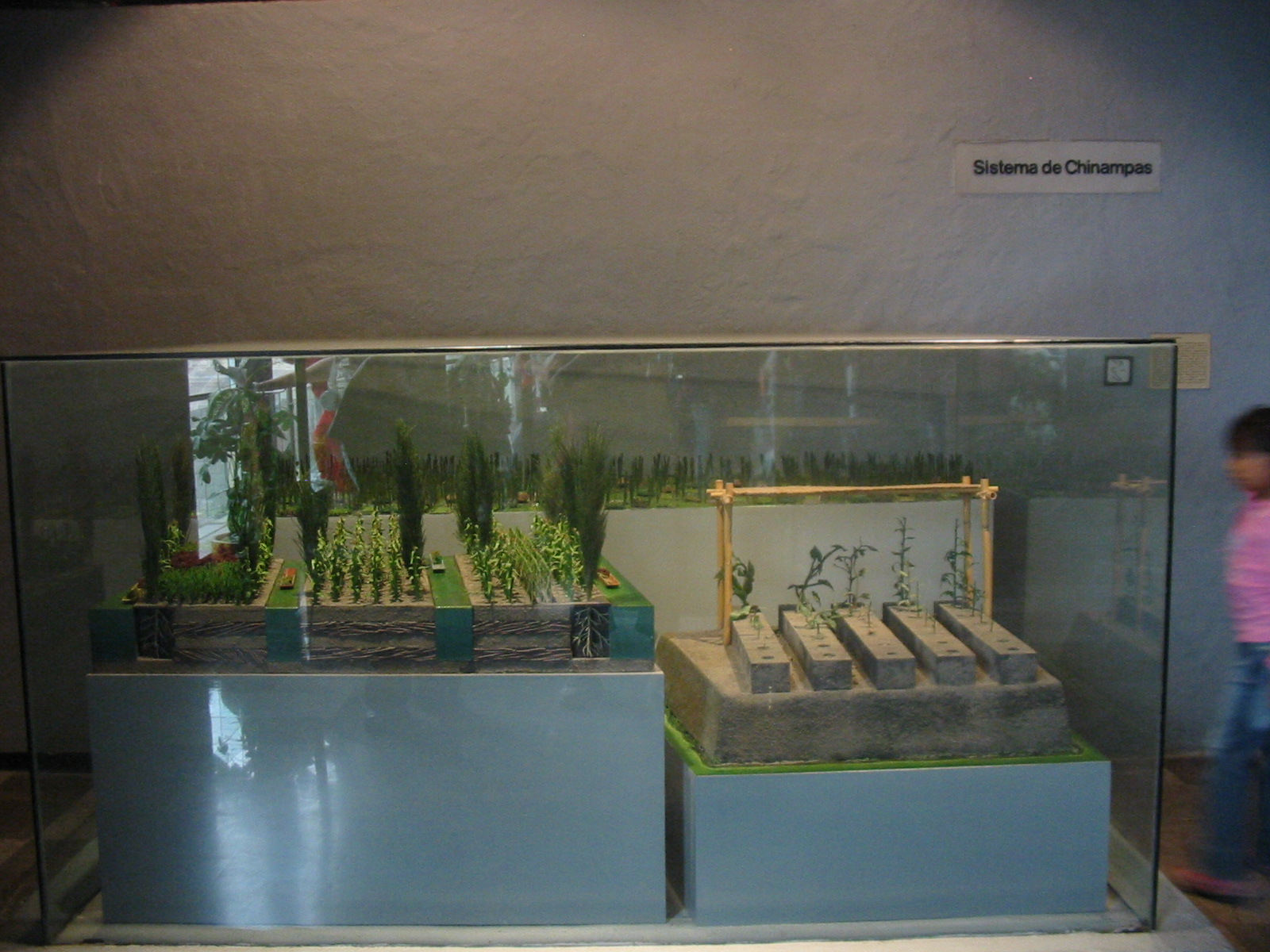
Models a escala de xinampas.

### Actualitat
A la zona lacustre de la delegació Xochimilco i Tláhuac es troben els darrers relictes d'agricultura de Xinampes. Principalment en tres poblats: Xochimilco, San Gregorio Atlapulco y de forma escassa a San Luis Tlaxialtemalco, lloc on l'ha substituït l'agricultura d'hivernacles.

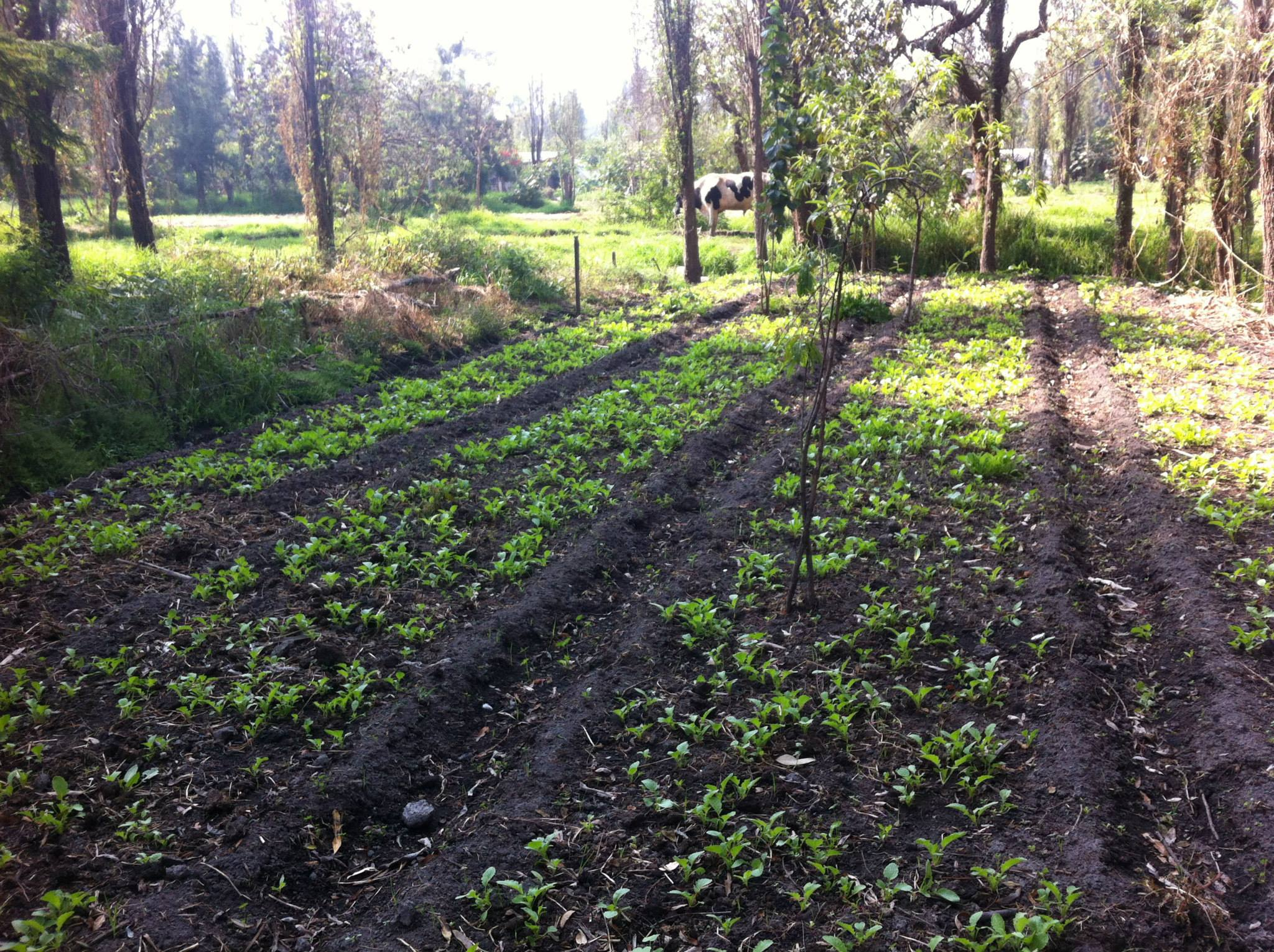
Xinampa amb cultiu de rave al Llac de Xochimilco.

Actualment, tant les zones de Xinampes com altres sistemes agrícoles associats al sòl lacustre, han estat superats per la urbanització convertint-se, així, en una enorme illa d'agricultura tradicional urbana al bell mig de la Ciutat de Mèxic. En aquesta zona es continua cultivant una varietat d'hortalisses i plantes ornamentals.